# POWER5

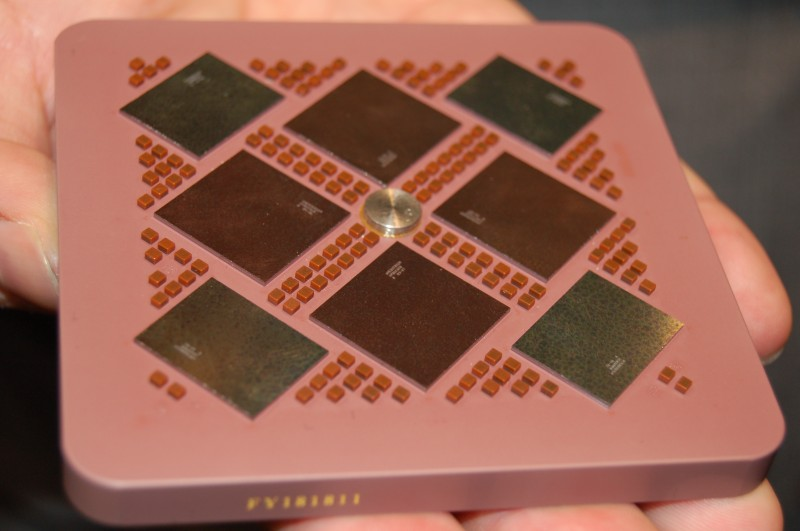
Багатопроцесорний модуль з чотирма процесорами POWER5 і чотирма модулями кеш-пам'яті III рівня по 36 МБ

POWER5 - серія мікропроцесорів, розроблена IBM, є подальшим розвитком дуже успішного попередника POWER4. Додавання двосторонньої багатопоточності вимагало дублювання стеку повернень, лічильника програм, буфера інструкцій, блоку групового завершення та черги зберігання, щоб кожен потік міг мати свій власний. Більшість ресурсів, таких як файли регістрів та блоки виконання, є спільними, хоча кожен потік бачить свій власний набір регістрів. POWER5 реалізує одночасну багатопоточність (SMT), де два потоки виконуються одночасно. POWER5 може вимкнути SMT для оптимізації поточного робочого навантаження.
Оскільки багато ресурсів, таких як файли регістрів, спільно використовуються двома потоками, у багатьох випадках їхня ємність збільшується, щоб компенсувати втрату продуктивності. Кількість цілочисельних та плаваючих регістрів збільшена кожного до 120,  у POWER4 -  80 цілочисельних та 72 плаваючих регістрів. Ємність черги обробки даних з плаваючою комою також збільшена до 24 записів з 20. Ємність уніфікованого кешу L2 збільшена до 1,875 МБ, а асоціативність наборів – до 10-канальної. Уніфікований кеш L3 був винесений на корпус, а не розташований зовні в окремих мікросхемах. Його ємність збільшена до 36 МБ. Як і в POWER4, кеш спільно використовується двома ядрами. Доступ до кешу здійснюється через дві односпрямовані 128-бітні шини, що працюють на половинній частоті ядра.
Вбудований контролер пам'яті підтримує до 64 ГБ пам'яті DDR та DDR2. Він використовує високочастотні послідовні шини для зв'язку із зовнішніми буферами, які з'єднують модулі пам'яті DIMM з мікропроцесором.
POWER5 містить 276 мільйонів транзисторів і має площу 389 мм2. Він виготовлений IBM за технологією комплементарного метал-оксид-напівпровідника (КМОП) з товщиною 0,13 мкм кремнію на ізоляторі (SOI) та вісьмома шарами мідних з'єднань. POWER5 упаковано або в двокристальний модуль (ДКМ), або в багатокристальний модуль (БКМ). ДКМ містить один кристалл POWER5 та відповідний кристалл кешу L3. БКМ містить чотири кристали POWER5 та чотири кристали кешу L3, по одному для кожного кристала POWER5, та має розміри 95 мм на 95 мм.

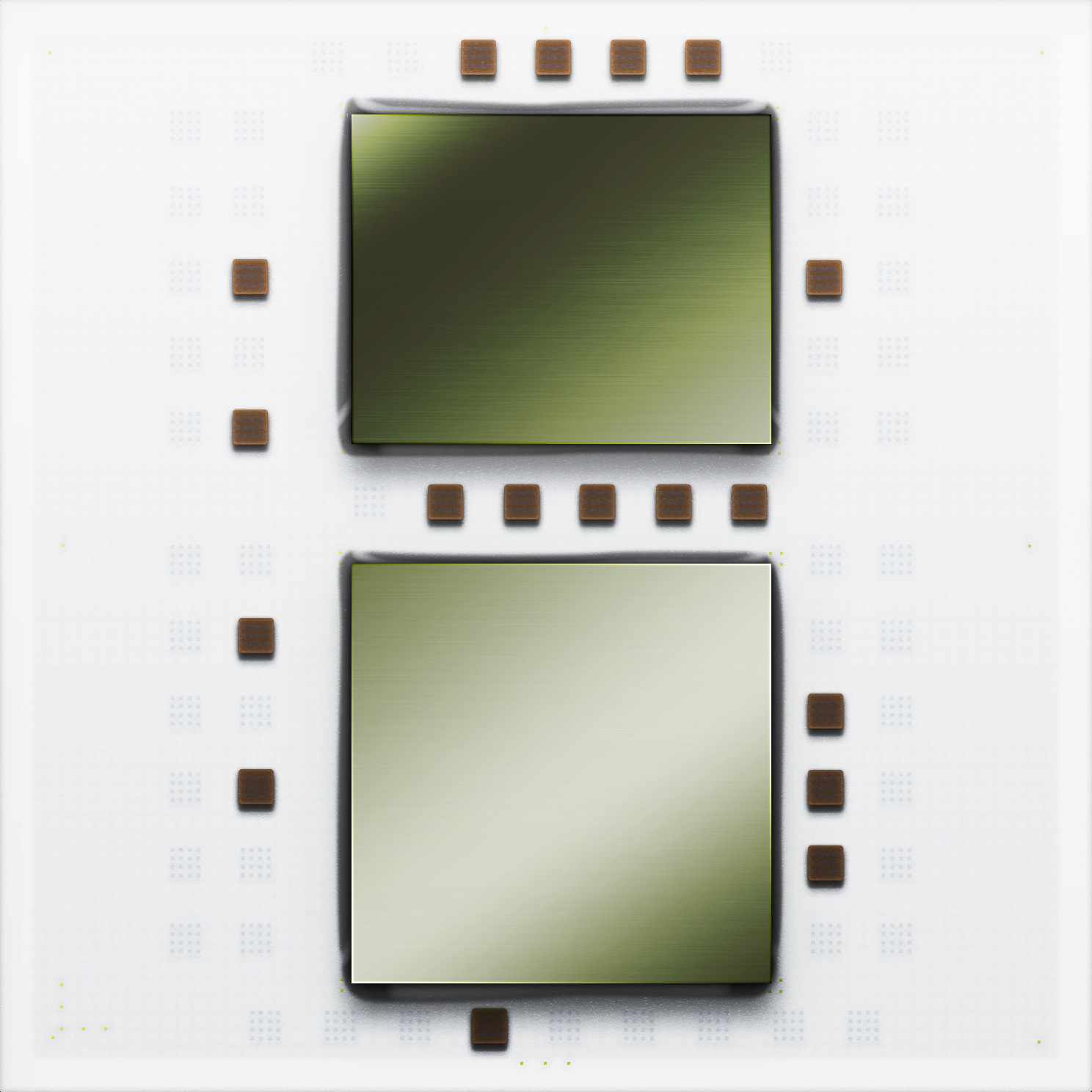
POWER5 microprocessor with a L3 cache chip mounted on a dual chip module (DCM).

## Історія
Технічні деталі мікропроцесора вперше були представлені на конференції Hot Chips 2003 року. Більш повний опис було надано на Microprocessor Forum 2003 14 жовтня 2003 року. POWER5 не продавався відкрито та використовувався виключно IBM та їхніми партнерами. Системи, що використовують цей мікропроцесор, були представлені у 2004 році. POWER5 конкурував на ринку високопродуктивних корпоративних серверів, здебільшого з Intel Itanium 2 та меншою мірою з Sun Microsystems UltraSPARC IV та Fujitsu SPARC64 V. У 2005 році його замінила вдосконалена версія POWER5+.
Кожне з двох ядер POWER5 підтримує 2 потоку завдань, разом 4 потоку може виконуватися одночасно. Випускається у варіантах c 1 процесором і з 4 процесорами на платі. Удосконалена версія POWER5 + має два процесори на платі.

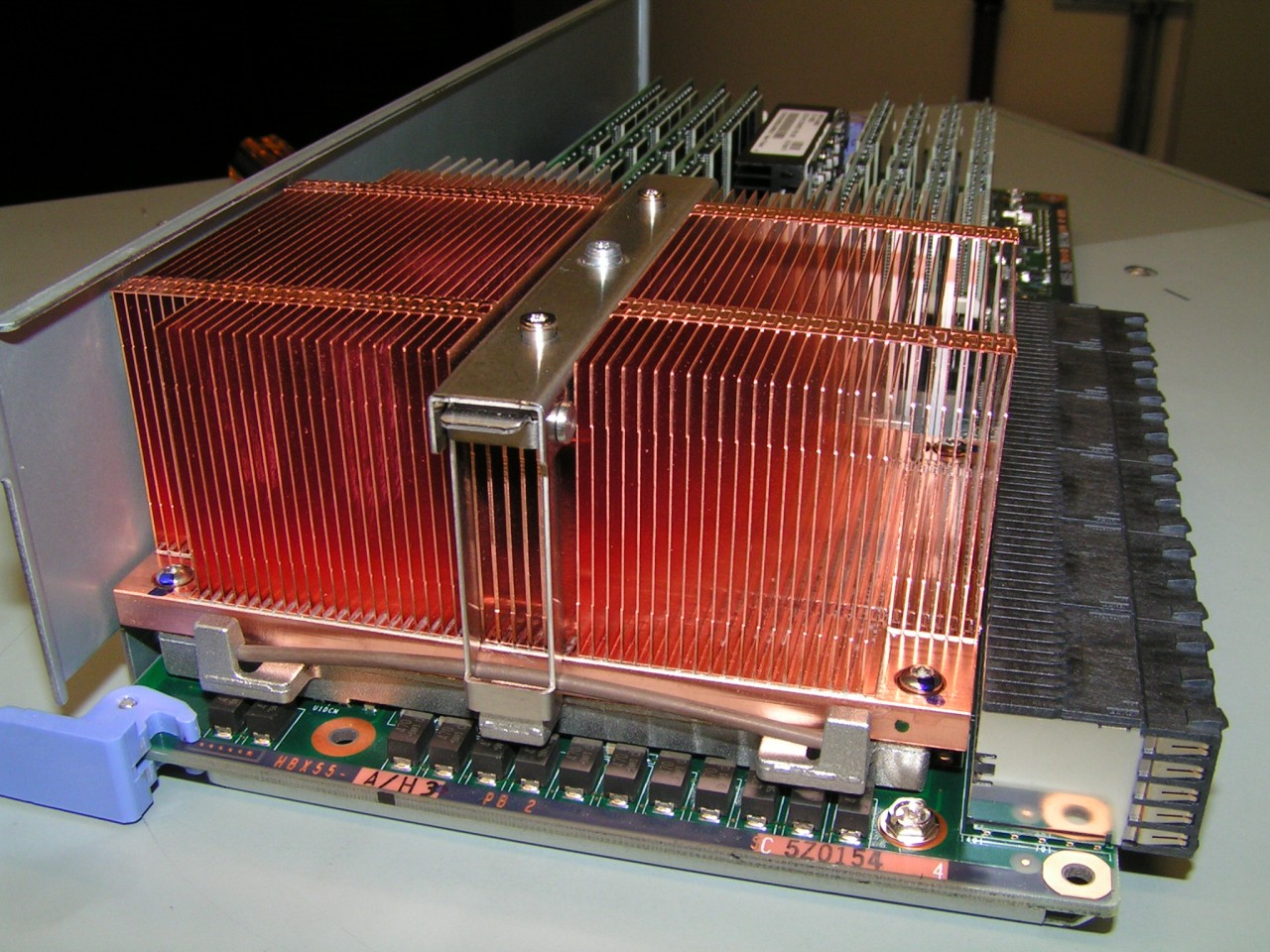
CPU Power5+ на материнскої платі з радіатором і пам'ятью

Кілька таких процесорів можуть працювати спільно, перетворюючись на єдиний векторний процесор, завдяки технології ViVA (Virtual Vector Architecture).

## POWER5+
POWER5+ — це покращена версія POWER5, представлена 4 жовтня 2005 року. Спочатку покращення полягали в зниженні енергоспоживання завдяки новішому  техпроцесу, за допомогою якого він був виготовлений. Чіп POWER5+ використовує 90-нм техпроцес. Це призвело до зменшення розміру кристала з 389 мм² до 243 мм².
Тактова частота не була збільшена під час запуску та залишалася в діапазоні від 1,5 до 1,9 ГГц. 14 лютого 2006 року нові версії підвищили тактову частоту до 2,2 ГГц, а потім до 2,3 ГГц 25 липня 2006 року.
POWER5+ був упакований у ті ж корпуси, що й попередні мікропроцесори POWER5, але також був доступний у вигляді чотирьохкристального модуля (QCM), що містив два кристали POWER5+ та два кристали кешу L3, по одному для кожного кристала POWER5+. Ці мікросхеми QCM працювали на тактовій частоті від 1,5 до 1,8 ГГц. 

## Сервера з Power5 | Power5+
IBM використовує мікропроцесори DCM та MCM POWER5 у своїх сімействах серверів System P та System I, у своєму сервері зберігання даних DS8000 та як вбудовані мікропроцесори у своїх високопродуктивних принтерах Infoprint. Мікропроцесори DCM POWER5 використовуються IBM у своїй високопродуктивній робочій станції IntelliStation POWER 285. Сторонніми користувачами мікропроцесорів POWER5 є Groupe Bull, у своїх серверах Escala та Hitachi у своїх комп'ютерах SR11000 з мікропроцесорами POWER5+ до 128, кілька інсталяцій яких представлені у списку суперкомп'ютерів TOP500 2007 року. IBM використовує POWER5+ QCM у своїх серверах System p5 510Q, 520Q, 550Q та 560Q.

## Примітка
1. ↑  DeMone, Paul (4 жовтня 2004). Sizing up the Super Heavyweights. Real World Tech (амер.). Процитовано 1 серпня 2025.
2. ↑  IBM ViVA. Wikipedia (англ.). 5 грудня 2021. Процитовано 1 серпня 2025.
3. ↑  IBM pumps Unix line full of Power5+.
4. ↑   (PDF) http://www.redbooks.ibm.com/redpapers/pdfs/redp4150.pdf. {{cite web}}: Пропущений або порожній |title= (довідка)
5. ↑  TAMU Supercomputing Facility -- IBM p5-575 Cluster 1600 Hardware and 				Communications Protocol Stack. sc.tamu.edu. Архів оригіналу за 18 травня 2015. Процитовано 1 серпня 2025. {{cite web}}: символ горизонтальної табуляції в |title= на позиції 70 (довідка)